# Химна Замбије
Устани и певај Замбијо, поносна и слободна (енгл. Stand and Sing of Zambia, Proud and Free, бемб. Lumbanyeni Zambia) назив је за националну химну Замбије.
Мелодија је преузета из химне Боже благослови Африку, коју је компоновао јужноафриканац Енох Сотонга, 1897. године. Текст химне је написан након стицања независности Замбије и посебно одражава замбијске мотиве, док Сотонгин текст, написан за химну Јужноафричке Републике, се односи на Африку у целини.

## Историја
Године 1923. химна Боже чувај Африку је постала популарна широм Јужноафричке Републике као хришћанска химна. Њена популарност се проширила широм афричког континента захваљујући црквама, и мелодији, која су почела да се здружују са покретима афричког национализма. Након подношења акта о независности Замбије 1964. године парламенту Уједињеног Краљевства и објави независности Замбије од Уједињеног Краљевства химна Боже чувај Африку бива прихваћена као национална химна Замбије, заменивши тада химну, британског протектората Северна Родезија, „Боже, чувај краљицу!”. Убрзо након тога, одлучено је да се напишу нове речи које би се изводиле уз мелодију химне „Боже благослови Африку” које би одражавале замбијске националне мотиве. Спроведено је национално такмичење за нове речи химне. Међутим, ни један од достављених предлога нису сматрани довољно добрим у целости, да би се могли користити као текст за химну. Као резултат тога, одлучено је да се шест достављених предлога преточе у један текст, тако створивши садашњи текст за националну химну „Устани и певај Замбијо, поносна и слободна”, за шта су аутори чији је текст изабран награђени. Текст химне се приписује текстописцима Џ. Елису, Е. С. Мусонди, Ј. М. С. Лихилани, И. Лову, Ј. Саџиванданију и Р. Ј. Силу.
Године 1973. национална Скупштина Замбије усвојила је „Закон о националној химни” чиме су законски дефинисане енглеске речи „Stand and Sing of Zambia, Proud and Free”, као наслов националне химне Републике Замбије. Законом је такође дефинисана и кривична одговорност за „увреду, презир, и сваку врсту подсмеха” у вези химне коју је одобрио лично председник Замбије као и права и прописе у вези јавне интерпретације химне како би се огранила њена употреба.

### Критике
Године 2005. замбијска феминистичка група поднела је молбу у вези количине текста химне „Устани и певај Замбијо, поносна и слободна”, у којој се тражи да се текст химне промени, сматрајући да текст исувише садржи мушке конотације. У достављеном одговору је установљено да садашњи текст химне не укључује жене у контексту жене тврдећи да је текст химне „Устани и певај Замбијо, поносна и слободна” „сачињен од историјских текстова, који одражавају замбијско национално наслеђе”.
Године 2012. професор Мичело Хансунгуле изразио је забринутост поводом химне за коју сматра да је превише „мужевна”. Такође је, том приликом, изнео аргумент у вези мелодије химне која је истоветна са мелодијом химне Јужноафричке Републике, наводећи да то може проузроковати дубоке последице по интелектуалну својину Замбије сматрајући да тиме суверенитет и независност Замбије могу бити доведени у питање.

## Текст химне
| [икона] | Овај одељак би требало проширити. Можете помоћи додавањем садржаја. |

| [икона] | Овај одељак би требало проширити. Можете помоћи додавањем садржаја. |

| [икона] | Овај одељак би требало проширити. Можете помоћи додавањем садржаја. |

| [икона] | Овај одељак би требало проширити. Можете помоћи додавањем садржаја. |